# Yuki, le secret de la montagne magique
Pour plus de détails, voir Fiche technique et Distribution.
Yuki, le secret de la montagne magique (ゆき, Yuki) aussi connu sous le titre Yuki, le combat des shoguns est un film d'animation japonais réalisé par Tadashi Imai, sorti en 1981.

## Synopsis
Yuki veille sur la Terre avec ses grands-parents. Le jour de ses 13 ans, ces derniers l'envoient sur la Terre afin d'y rétablir la paix et sauver les paysans d'un village, autrefois défendu par les samouraïs et les shoguns, d'une malédiction du Démon de la Montagne. Elle aura un an pour mener à bien sa mission au risque de se transformer en un vent hurlant. 

## Fiche technique
- Titre : Yuki, le secret de la montagne magique
- Titre alternatif : Yuki, le combat des shoguns
- Titre original : ゆき (Yuki?)
- Réalisation : Tadashi Imai
- Scénario : Akira Miyazaki (ja), d'après un roman de Ryūsuke Saitō (ja)
- Design des personnages : Tetsuya Chiba
- Directeur de l'animation : Shin'ichi Tsuji
- Musique : Chito Kawachi (ja)
- Chant : Sumiko Yamagata (ja)
- Producteurs exécutifs : Satoshi Itō (ja) et Takeo Nishiguchi
- Sociétés de production : Nikkatsu et Mushi Production
- Société de distribution : KL Films (France)[1]
- Pays de production :  Japon
- Langue originale : japonais
- Format : couleur — 1,37:1 — 35 mm — son mono
- Genre : film d'animation fantastique ; film d'aventures
- Durée : 89 minutes[2]
- Dates de sortie : 
  - Japon : 9 août 1981[2]
  - France : 9 septembre 2020[1]

## Distribution
- Chie Ushihara (ja) : Yuki
- Akiji Kobayashi : Jinji
- Kazuko Sugiyama : Hana
- Hōsei Komatsu (ja) : Oyataka
- Taeko Nakanishi : Banba
- Ichirō Nagai : grand-pa
- Jōji Yanami
- Katsuji Mori